# Верховне командування Люфтваффе
ОКЛ (нім. Oberkommando der Luftwaffe, нім. OKL) — Верховне командування Люфтваффе Третього Рейху з 1937 по 1945. Формально ОКЛ підпорядковувалося Верховному командуванню Вермахту (ОКВ) (нім. Oberkommando der Wehrmacht (OKW)).

## Керівники ОКЛ

### Головнокомандувачі Люфтваффе— рейхсміністри авіації
- Рейхсмаршал Герман Герінг (1935 — 26 квітня 1945);
- Генерал-фельдмаршал Роберт Ріттер фон Грейм (26 квітня — 24 травня 1945)

### Начальники Генерального Штабу Люфтваффе
- генерал авіації Вальтер Вефер (1 березня 1935 — 3 червня 1936);
- генерал-фельдмаршал Альберт Кессельрінг (5 червня 1936 — 31 травня 1937);
- генерал-полковник Ганс-Юрген Штумпф (1 червня 1937 — 31 січня 1939);
- генерал-полковник Ганс Єшоннек (1 лютого 1939 — 19 серпня 1943);
- генерал-полковник Гюнтер Кортен (25 серпня 1943 — 22 липня 1944);
- генерал авіації Вернер Крайпе (2 серпня — 28 жовтня 1944);
- генерал авіації Карл Коллер (12 листопада 1944 — 8 травня 1945).